# Christian Philipp Spangenberg
Christian Philipp Spangenberg (getauft 13. November 1689 in Osterode am Harz; † 1778) war ein deutscher Münzbeamter.

## Leben
Spangenberg war ein Sohn des Bergmedicus in Clausthal Johann Friedrich Wilhelm Spangenberg (* 1656) und der Dorothea Elisabeth Knorre (* 1663; † 1738).
Er war an der braunschweig-lüneburgischen Münze in Clausthal tätig. 1716 wurde er Münzwardein, 1725 Münzmeister und  1729 Münzdirektor. Zu etwa dieser Zeit heiratete er Margarethe Maria Henriette Conerding (* 1689; † 1742). Aus der Ehe gingen wenigstens zwei Söhne hervor.
1747 war er auch als Münzmeister in Friedberg tätig. Im gleichen Jahr heiratete er seine zweite Frau, eine geborene Voigt.
Im Jahr 1751 wurde Spangenberg entlassen und in Arrest genommen. Bis Anfang 1753 wurde die Clausthaler Münze durch zwei Commissarien betrieben, weshalb die Prägungen dieser Periode ein C tragen. Anschließend übernahm der bisherige Münzwardein Johann Wilhelm Schlemm, ältester Sohn des Zehntners Schlemm, die Einrichtung als Münzmeister.